# White Hart Lane
White Hart Lane byl fotbalový stadion nacházející se ve čtvrti Tottenham v anglickém Londýně. Stavba na stadionu byla dokončena v roce 1898. Stadión fungoval mezi lety 1899 až 2017. Jeho kapacita byla 36 284 sedících diváků. Stadion byl domovským stánkem Tottenhamu Hotspur, tradičního účastníka Premier League. Rekordní návštěva byla z roku 1938, kdy v zápase proti Sunderlandu v rámci FA Cupu bylo zaznamenáno 75 038 diváků. V roce 2017 byl stadion zbourán a nahrazen nově budovaným Tottenham Hotspur Stadium.